# Romané
Pour les articles ayant des titres homophones, voir Romanée.
Romané est une telenovela chilienne diffusée depuis en 2000 sur TVN.

## Acteurs et personnages

### Acteurs principaux
- Francisco Reyes : Juan Bautista Domínguez
- Claudia Di Girólamo : Jovanka Antich
- Francisco Melo : Rafael Domínguez
- Marés González : Victoria North
- Ricardo Fernández : Sebastián Domínguez
- Francisca Imboden : María Salomé
- Antonia Zegers : María Jacobé
- Amparo Noguera : María Magdalena / Ángela Braun
- Luz Jiménez : Mamá Pasca
- Héctor Noguera : Melquíades Antich
- Néstor Cantillana : Raúl Escudero
- Alfredo Castro : Lazlo California
- Felipe Ríos : Perham California
- Blanca Lewin : Milenka California
- Alessandra Guerzoni : Vinka California
- Luis Alarcón : Baldomero Lillo / Spiro Antich
- José Soza : Drago Stanovich
- Álvaro Morales : Rodrigo Cordero
- Eduardo Barril : Ismael Cordero
- Violeta Vidaurre : Olimpia Brito
- Sergio Hernández : Estefan Dinamarca
- Óscar Hernández : Alfredo Gaete / Mr. Smith
- Consuelo Holzapfel : Ofelia Lillo / Ofelia Antich
- Delfina Guzmán : Adela de Gaete
- Carmen Disa Gutiérrez : Muriel Cruces
- Roxana Campos : Zaida de Dinamarca
- Pablo Schwarz : Mirko Dinamarca
- Andrea Freund : Rosario Gaete
- Álvaro Espinoza : Claudio Gaete
- Claudia Cabezas : Javiera Bolaños
- Mauricio Inzunza : Mario Cruces
- Claudio González : Ianko Ilich
- Juan Falcón : Branco Antich
- Erto Pantoja : Ulises Jara
- Daniela Lhorente : Paula Arévalo
- Mireya Véliz : Inés Suárez
- Ernesto Gutiérrez : El Anchoveta
- Héctor Aguilar : El Piure
- Ricardo Pinto : El Taza

### Párticipations spéciales
- Mario Gatica : Inspecteur Fermín Arteaga
- Aldo Bernales : Père Simón
- Sebastián Dahm : le Prophète
- Luis Wigdorsky : Joueur de la Garita
- Francisca Gavilán : Propriétaire de bijoux Antofagasta
- Claudio Arredondo : L'ancien ami d'Ulises
- Gonzalo Valenzuela : Propriétaire du restaurant dans San Pedro de Atacama
- Ramón Llao : Papillón

## Diffusion internationale
| Pays      | Chaîne                | Titre  | Série prémière |
| --------- | --------------------- | ------ | -------------- |
| Chili     | TVN                   | Romané | 6 mars 2000    |
| Argentine | TV Chile              | Romané | 6 mars 2000    |
| Bolivie   | TV Chile              | Romané | 6 mars 2000    |
| Équateur  | TV Chile              | Romané | 6 mars 2000    |
| Pérou     | TV Chile              | Romané | 6 mars 2000    |
| Allemagne | TV Chile              | Romané | 6 mars 2000    |
| Espagne   | TV Chile              | Romané | 6 mars 2000    |
| Suède     | TV Chile              | Romané | 6 mars 2000    |
| Norvège   | TV Chile              | Romané | 6 mars 2000    |
| France    | TV Chile              | Romané | 6 mars 2000    |
| Italie    | TV Chile              | Romané | 6 mars 2000    |
| Colombie  | TV Chile              | Romané | 6 mars 2000    |
| Brésil    | TV Chile              | Romané | 6 mars 2000    |
| Portugal  | TV Chile              | Romané | 6 mars 2000    |
| Venezuela | TV Chile              | Romané | 6 mars 2000    |
| Australie | TV Chile              | Romané | 7 mars 2000    |
| Panama    | Telemix Internacional | Romané |                |

### Sources
- (es) Cet article est partiellement ou en totalité issu de l’article de Wikipédia en espagnol intitulé « Romané » (voir la liste des auteurs).